# Malcolm Brogdon
Malcolm Moses Adams Brogdon (Atlanta, 11 de dezembro de 1992) é um jogador norte-americano de basquete profissional que atualmente joga pelo Washington Wizards da National Basketball Association (NBA).
Ele jogou pela Universidade da Virgínia e foi selecionado pelo Milwaukee Bucks como a 36° escolha geral no Draft da NBA de 2016.
Ele ganhou o Prêmio de Novato do Ano, tornando-se a primeira escolha de segunda rodada na NBA a ganhar o prêmio desde 1965. Em 2019, Brogdon se tornou o oitavo jogador na história da NBA a atingir uma temporada de 50–40–90. Na offseason de 2019, ele foi negociado com o Indiana Pacers antes de ser negociado com o Boston Celtics em 2022, onde ganhou o Prêmio de Sexto Homem do Ano em 2023. Ele também jogou pelo Portland Trail Blazers.

## Carreira universitária

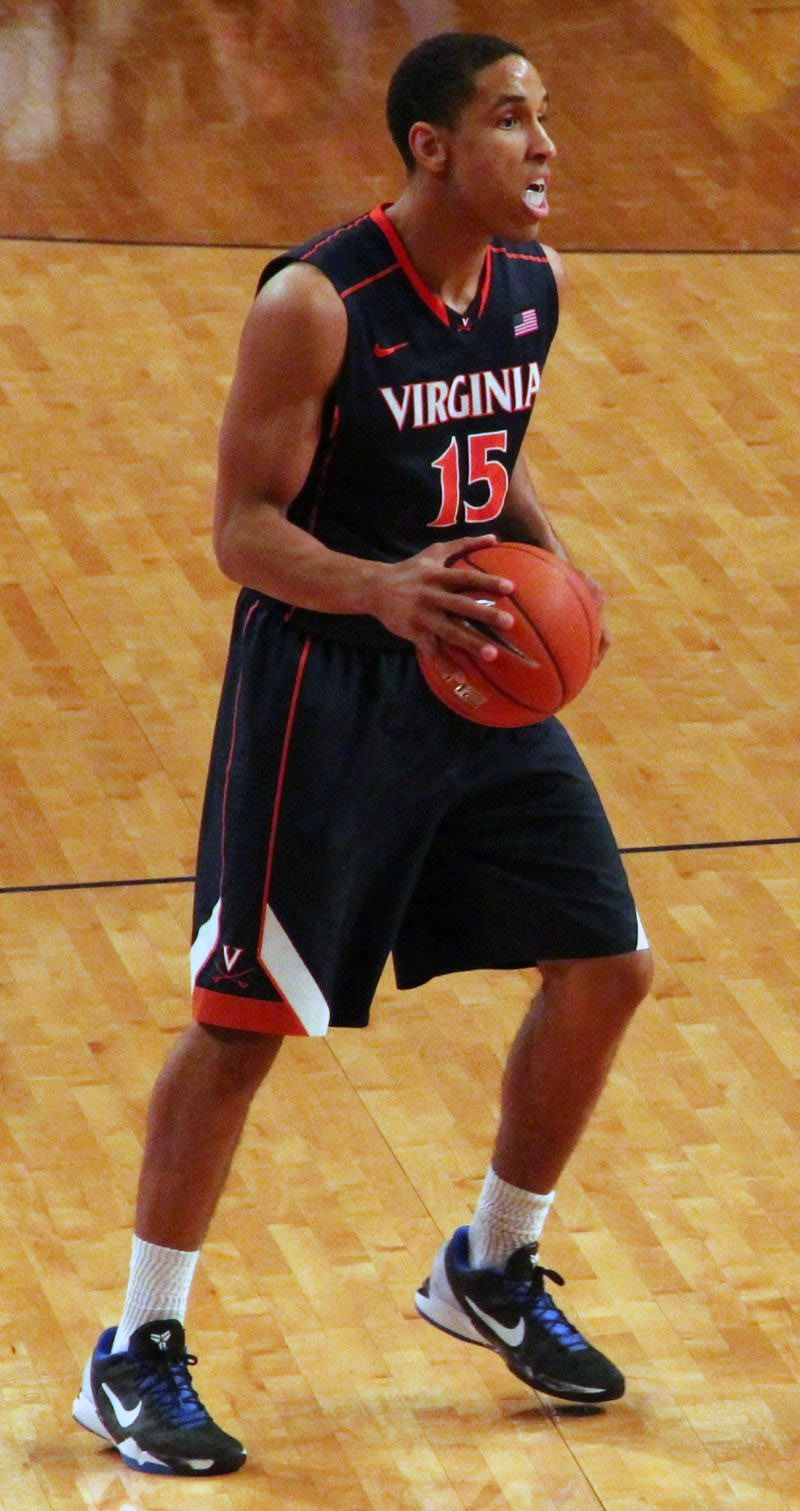
Brogdon com os Cavaliers em 2014

Brogdon, um dos 100 melhores recrutas, se comprometeu com a Universidade da Virgínia e rejeitou as ofertas de Arkansas, Geórgia e Notre Dame.
Ele estreou no basquete universitário em seu segundo ano após sofrer uma grave lesão no pé na temporada anterior. 
Ele era conhecido como um dos principais colaboradores das bem-sucedidas temporadas de 2013-14 e de 2014-15. Na temporada de 2013-14, Brogdon obteve médias de 12,7 pontos, 5,4 rebotes e 2,7 assistências. Em 2014–15, ele foi nomeado para a Segunda-Equipe All-American, Primeira-Equipe da ACC e co-Jogador Defensivo do Ano da ACC.
Em seu último ano em Virgínia, Brogdon ganhou inúmeros prêmios de prestígio, incluindo Jogador do Ano da ACC, Jogador Defensivo do Ano da ACC, Primeira-Equipe All-American e foi finalista do Naismith Award. 
Ele se formou em Virgínia com um diploma de bacharel em história e um mestrado em políticas públicas. Seu número de camisa da universidade, 15, foi aposentado em 20 de fevereiro de 2017.

## Carreira profissional

### Milwaukee Bucks (2016–2019)

#### Temporada de 2016-17: Novato do Ano
Em 23 de junho de 2016, Brogdon foi selecionado pelo Milwaukee Bucks como a 36° escolha geral no Draft da NBA de 2016.
Ele estreou na NBA na estreia da temporada dos Bucks em 26 de outubro de 2016, registrando oito pontos e cinco assistências em uma derrota por 107-96 para o Charlotte Hornets.
Em 31 de dezembro de 2016, ele teve seu primeiro triplo-duplo da carreira com 15 pontos, 12 assistências e 11 rebotes em uma vitória por 116-96 sobre o Chicago Bulls.
Em sua temporada de novato, Brogdon jogou em 75 jogos e teve médias de 10.2 pontos, 2.8 rebotes e 4.2 assistências em 26.4 minutos. Ele foi nomeado o Novato do Ano em 2016-17. Ele se juntou a Kareem Abdul-Jabbar (1969-70) como o único jogador na história dos Bucks a vencer o prêmio e tornou-se o primeiro jogador selecionado na segunda rodada a vencer o Novato do Ano desde 1965.

#### Temporada de 2017–18: Segunda temporada
No jogo de abertura da temporada dos Bucks, em 18 de outubro de 2017, Brogdon marcou 19 pontos em uma vitória por 108-100 sobre o Boston Celtics. Em 3 de novembro de 2017, ele registrou 10 assistências e 21 pontos contra o Detroit Pistons.
Em 22 de janeiro de 2018, ele marcou 32 pontos em uma vitória de 109-105 sobre o Phoenix Suns. Foi o primeiro jogo de 30 pontos para um ex-jogador de Virgínia desde Mike Scott em 2014 com o Atlanta Hawks.
Em 2 de fevereiro de 2018, ele foi descartado por seis a oito semanas depois de ter um tendão do quadríceps esquerdo parcialmente rasgado na noite anterior contra o Minnesota Timberwolves. Em 9 de abril de 2018, ele voltou à ação após uma ausência de 30 jogos. Ele marcou dois pontos na vitória por 102-86 sobre o Orlando Magic.
Em sua segunda temporada, Brogdon jogou em 48 jogos e teve médias de 13.0 pontos, 3.3 rebotes e 3.2 assistências em 29.9 minutos.

#### Temporada de 2018–19: 50–40–90
Em 28 de novembro de 2018, Brogdon marcou 24 pontos em 29 minutos, acertando 6 arremessos de três pontos em uma vitória por 116-113 contra o Chicago Bulls.
Nessa temporada, Brogdon desfrutou do melhor ano de sua carreira e um dos mais eficientes da história da NBA: ele se tornou o oitavo jogador a alcançar uma temporada de 50-40-90. Em 16 de março, ele foi descartado indefinidamente com uma ruptura da fáscia plantar no pé direito. Ele voltou à ação no final da segunda rodada dos playoffs.

### Indiana Pacers (2019–2022)
Em 29 de junho de 2019, os Bucks fez uma oferta a Brogdon para torná-lo um agente livre restrito. Em 6 de julho de 2019, ele assinou com o Indiana Pacers por US $ 85 milhões em quatro anos.
Novo na posição de armador, Brogdon estudou lances do ex-jogador da NBA, Isiah Thomas, no período de entressafra.
Brogdon teve um duplo-duplo em cada um dos seus primeiros quatro jogos com os Pacers. Após sua primeira semana com os Pacers, ele liderou a NBA em assistências e se tornou o primeiro jogador da NBA a ter pelo menos 20 pontos e 10 assistências em seus dois primeiros jogos com um novo time.
Em 2 de janeiro de 2021, Brogdon registrou 33 pontos e 7 assistências em uma derrota por 106-102 para o New York Knicks. Em 4 de janeiro, ele registrou 21 pontos, 11 assistências, sete rebotes, três roubos de bola e um bloqueio na vitória por 118–116 sobre o New Orleans Pelicans. Em 6 de janeiro, ele registrou 35 pontos e sete assistências na vitória por 114-107 sobre o Houston Rockets. Em 25 de janeiro, Brogdon marcou 36 pontos na vitória por 129-114 contra o Toronto Raptors.
Em sua terceira temporada com os Pacers, Brogdon foi convidado a ser mais líder dentro e fora da quadra.

### Boston Celtics (2022–2023)
Em 9 de julho de 2022, Brogdon foi negociado com o Boston Celtics em troca de Aaron Nesmith, Daniel Theis, Nik Stauskas, Malik Fitts, Juwan Morgan e uma escolha de primeira rodada do draft da NBA de 2023. Brogdon recebeu a opção de ser negociado com os Celtics ou com o Toronto Raptors. Pela primeira vez em sua carreira, Brogdon escolheu aceitar um papel como o sexto homem dos Celtics.
Em 18 de outubro, Brogdon teve 16 pontos em sua estreia por seu novo time em uma vitória de 126–117 sobre o Philadelphia 76ers. Em 14 de janeiro de 2023, ele marcou 30 pontos, o recorde da temporada, contra o Charlotte Hornets. Em 20 de abril, ele gabgou o Prêmio de Sexto Homem do Ano. Durante as Finais da Conferência Leste contra o Miami Heat, Brogdon jogou com uma lesão no braço que mais tarde foi revelada como uma ruptura parcial de um tendão no cotovelo direito.
Em 21 de junho, foi relatado que Brogdon seria enviado para o Los Angeles Clippers em uma troca de três equipes que também envolveu o Washington Wizards. No entanto, relatos mais tarde naquele dia declararam que a troca havia fracassado, em grande parte devido aos Clippers levantarem preocupações sobre o status de lesão de Brogdon. Nos meses seguintes, surgiram relatos afirmando que Brogdon estava descontente com os Celtics devido ao seu envolvimento na troca fracassada. O técnico do Celtics, Joe Mazzulla, afirmou que a equipe estava passando por um "processo de cura" com Brogdon.

### Portland Trail Blazers (2023–2024)
Em 1º de outubro de 2023, Brogdon, junto com Robert Williams III e duas futuras escolhas de primeira rodada do draft, foi negociado com o Portland Trail Blazers em troca de Jrue Holiday.
Em 25 de outubro, Brogdon fez sua estreia nos Blazers, marcando 20 pontos em uma derrota por 123–111 para o Los Angeles Clippers.

### Washington Wizards (2024–Presente)
Em 6 de julho de 2024, Brogdon, junto com a 14ª escolha no draft da NBA de 2024, Bub Carrington, uma escolha de primeira rodada de 2029 e duas escolhas de segunda rodada, foi negociado com o Washington Wizards em troca de Deni Avdija.

## Carreira na seleção
Brogdon representou a Seleção Americana nos Jogos Pan-Americanos de 2015, onde ganhou uma medalha de bronze.

## Estatísticas da carreira

### NBA

#### Temporada regular
|  | Líder da liga |

### Temporada Regular
| Ano      | Equipe    | PJ  | PT  | MPJ  | AP   | 3P   | LL   | RT  | AS  | BR  | TO | PPJ  |
| -------- | --------- | --- | --- | ---- | ---- | ---- | ---- | --- | --- | --- | -- | ---- |
| 2016-17  | Milwaukee | 75  | 28  | 26.4 | .457 | .404 | .865 | 2.8 | 4.2 | 1.1 | .2 | 10.2 |
| 2017-18  | Milwaukee | 48  | 20  | 29.9 | .485 | .385 | .882 | 3.3 | 3.2 | .9  | .3 | 13.0 |
| 2018-19  | Milwaukee | 64  | 64  | 28.6 | .505 | .426 | .928 | 4.5 | 3.2 | .7  | .2 | 15.6 |
| 2019-20  | Indiana   | 54  | 54  | 30.9 | .438 | .326 | .892 | 4.9 | 7.1 | .6  | .2 | 16.5 |
| 2020-21  | Indiana   | 56  | 56  | 34.5 | .453 | .388 | .864 | 5.3 | 5.9 | .9  | .3 | 21.2 |
| 2021-22  | Indiana   | 36  | 36  | 33.5 | .448 | .312 | .856 | 5.1 | 5.9 | .8  | .4 | 19.1 |
| 2022-23  | Boston    | 67  | 0   | 26.0 | .484 | .444 | .870 | 4.2 | 3.7 | .7  | .3 | 14.9 |
| 2023–24  | Portland  | 39  | 25  | 28.7 | .440 | .412 | .819 | 3.8 | 5.5 | .7  | .2 | 15.7 |
| Carreira | Carreira  | 439 | 283 | 29.8 | .463 | .387 | .872 | 4.2 | 4.8 | .8  | .2 | 15.7 |

#### Play-in
| Ano  | Equipe  | PJ | PT | MPJ  | AP   | 3P   | LL    | RT  | AS  | BR | TO | PPJ  |
| ---- | ------- | -- | -- | ---- | ---- | ---- | ----- | --- | --- | -- | -- | ---- |
| 2021 | Indiana | 2  | 2  | 25.1 | .455 | .500 | 1.000 | 1.0 | 6.0 | .5 | .0 | 20.0 |

#### Playoffs
| Ano      | Equipe    | PJ | PT | MPJ  | AP   | 3P   | LL   | RT  | AS   | BR  | TO | PPJ  |
| -------- | --------- | -- | -- | ---- | ---- | ---- | ---- | --- | ---- | --- | -- | ---- |
| 2017     | Milwaukee | 6  | 6  | 30.5 | .400 | .476 | .000 | 4.3 | 3.5  | .5  | .3 | 9.0  |
| 2018     | Milwaukee | 7  | 5  | 26.6 | .436 | .263 | .800 | 3.4 | 2.4  | .1  | .0 | 8.7  |
| 2019     | Milwaukee | 7  | 2  | 28.3 | .449 | .378 | .636 | 4.9 | 3.4  | .7  | .1 | 13.0 |
| 2020     | Indiana   | 4  | 4  | 40.0 | .400 | .375 | .893 | 4.3 | 10.0 | 1.0 | .0 | 21.5 |
| 2023     | Boston    | 19 | 0  | 24.9 | .418 | .379 | .829 | 3.5 | 2.9  | .2  | .3 | 11.9 |
| Carreira | Carreira  | 43 | 17 | 27.9 | .421 | .378 | .821 | 3.9 | 3.7  | .4  | .2 | 12.0 |

### Universitário
| Ano      | Equipe   | PJ  | PT  | MPJ  | AP   | 3P   | LL   | RT  | AS  | BR  | TO | PPJ  |
| -------- | -------- | --- | --- | ---- | ---- | ---- | ---- | --- | --- | --- | -- | ---- |
| 2011–12  | Virginia | 28  | 1   | 22.4 | .396 | .324 | .800 | 2.8 | 1.4 | .5  | .1 | 6.7  |
| 2013–14  | Virginia | 37  | 37  | 31.4 | .413 | .370 | .875 | 5.4 | 2.7 | 1.2 | .1 | 12.7 |
| 2014–15  | Virginia | 34  | 34  | 32.5 | .412 | .344 | .879 | 3.9 | 2.4 | .7  | .4 | 14.0 |
| 2015–16  | Virginia | 37  | 37  | 33.9 | .474 | .411 | .878 | 4.2 | 2.8 | .9  | .2 | 18.2 |
| Carreira | Carreira | 136 | 109 | 30.0 | .423 | .362 | .858 | 4.0 | 2.3 | .8  | .2 | 12.8 |

Fonte:

## Prêmios e Homenagens
- NBA
- NBA Sixth Man of the Year : 2023
- 50–40–90 club: 2019
- NBA Rookie of the Year: 2017
  - NBA All-Rookie Team:
    - Primeiro time: 2017
- Líder em aproveitamento em lances livre da NBA: 2019

## Vida pessoal
O pai de Brogdon, Mitchell Gino Brogdon, é um advogado que é conhecido como apresentador do tribunal sindicalizado. Jann Adams, mãe de Brogdon, é ex-presidente do Departamento de Psicologia da Morehouse College. Ela é agora diretora associada de ciências e matemática. Sua mãe e seu pai se divorciaram quando ele tinha 11 anos. O irmão mais velho de Brogdon, Gino, é advogado, enquanto seu outro irmão mais velho, John, está na faculdade de direito.
Brogdon é um primo distante da atriz e cantora Queen Latifah.
Ele é apelidado de "O Presidente", devido ao seu comportamento profissional e ao seu mestrado em Políticas Públicas pela Universidade da Virgínia.

### Envolvimento na comunidade
Em 2018, Brogdon fundou a Hoops2o, uma organização sem fins lucrativos destinada a lidar com a crise da água limpa, principalmente na África. Em maio de 2019, US $ 274.200 haviam sido levantados pela causa.
Brogdon é membro do "Starting Five", junto com Joe Harris, Justin Anderson, Anthony Tolliver e Garrett Temple. Seu objetivo é arrecadar US $ 225.000 através do Hoops2O para financiar cinco poços no leste da África.

Em fevereiro de 2020, a instituição de caridade financiou a construção de dez poços na Tanzânia e no Quênia, levando água a mais de 52.000 cidadãos.